# Tupirinna albofasciata
Tupirinna albofasciata là một loài nhện trong họ Corinnidae.
Loài này thuộc chi Tupirinna. Tupirinna albofasciata được Cândido Firmino de Mello-Leitão miêu tả năm 1943.